# Бёлен (Саксония)
Бёлен (нем. Böhlen) — город в Германии, в земле Саксония. Подчинён административному округу Лейпциг. Входит в состав района Лейпциг. Население составляет 6.741 человек (31.12.2021). Занимает площадь 27,3544 км². Официальный код — 14 3 79 080.
Город имеет 2 городских района: Гроссдейбен и Гаулис.